# Jade Pettyjohn
Jade (Elizabeth) Pettyjohn (Los Angeles, 8 november 2000) is een Amerikaanse actrice, bekend van haar rol als McKenna Brooks in An American Girl: McKenna Shoots for the Stars en die als Summer in de Nickelodeon-serie School of Rock.

## Filmografie

### Film
| Jaar | Titel            | Rol                       | Opmerkingen |
| ---- | ---------------- | ------------------------- | ----------- |
| 2009 | S.H.M.I.L.U.     | Bella Ryker (als kind)    | Korte film  |
| 2009 | Stranger         | Anna                      | Korte film  |
| 2011 | Prodigal         | Samantha O'Neil           | Korte film  |
| 2014 | Dakota's Summer  | Summer Jennings           |             |
| 2015 | Shangri-La Suite | de jonge versie van Karen |             |
| 2016 | Girl Flu         | Bird                      |             |
| 2018 | Destroyer        | Shelby                    |             |

### Televisie
| Jaar      | Titel                                          | Rol                                        | Opmerkingen                                          |
| --------- | ---------------------------------------------- | ------------------------------------------ | ---------------------------------------------------- |
| 2008      | The Mentalist                                  | Julie Sands                                | Aflevering "Ladies in Red"                           |
| 2010      | United States of Tara                          | Kammy                                      | Afleveringen "Trouble Junction" en "The Truth Hurts" |
| 2011      | Criminal Minds: Suspect Behavior               | Samantha Weller                            | Aflevering "Two of a Kind"                           |
| 2012      | Grimm                                          | April Granger                              | Aflevering "The Bottle Imp"                          |
| 2012      | An American Girl: McKenna Shoots for the Stars | McKenna Brooks                             | Televisiefilm                                        |
| 2012–2013 | Revolution                                     | Charlie Matheson (11 jaar), Young Samantha | 3 afleveringen                                       |
| 2014      | The Last Ship                                  | Ava Tophet                                 | Terugkerende rol, 6 afleveringen                     |
| 2014      | All I Want for Christmas                       | Megan Farley                               | Televisiefilm                                        |
| 2014–2015 | Henry Danger                                   | Chloe Hartman                              | 3 afleveringen                                       |
| 2015      | Nickelodeon's Ho Ho Holiday Special            | zichzelf                                   | Televisiespecial                                     |
| 2016–2018 | School of Rock                                 | Summer                                     | Hoofdrol                                             |
| 2016      | Pure Genius                                    | Madeline Sorenson                          | Aflevering "A Bunker Hill Christmas"                 |
| 2017      | Rufus 2                                        | Kat                                        | Televisiefilm                                        |
| 2017      | Nickelodeon's Not So Valentine's Special       | zichzelf                                   | Televisiespecial                                     |
| 2017      | Nickelodeon's Sizzling Summer Camp Special     | zichzelf                                   | Televisiespecial                                     |
| 2017      | Nickelodeon's Ultimate Halloween Haunted House | zichzelf                                   | Televisiespecial                                     |
| 2017      | Nicky, Ricky, Dicky & Dawn                     | Rose Dirken                                | Aflevering "The Wonderful Wizard of Quads"           |
| 2024      | Monsters: The Lyle and Erik Menendez Story     | Jamie Pisarcik                             | drie afleveringen                                    |

### Computerspelen
| Jaar | Titel                  | Rol                      | Opmerkingen |
| ---- | ---------------------- | ------------------------ | ----------- |
| 2016 | World of Final Fantasy | Girl Who Forgot Her Name |             |

- Biblioteca Nacional de España: XX5506921
- International Standard Name Identifier: 0000 0004 0284 7328
- Library of Congress Control Number: no2013027730
- MusicBrainz: afcfac9f-a2cd-4f2d-a150-57f13b6b4feb
- Virtual International Authority File: 299259328
- WorldCat: E39PBJdmjgkpdJfFdcHgDbRFrq